# Hojo Tokiatsu
Hojo Tokiatsu (Japans: 北條時敦) van de Hojo-clan was de tiende Minamikata rokuhara tandai (assistent hoofd binnenlandse veiligheid te Kioto) van 1311 tot 1315. Hij was de veertiende kitakata rokuhara tandai (hoofd binnenlandse veiligheid te Kioto) van 1315 tot 1320. 